# 6318 Cronkite
A 6318 Cronkite (ideiglenes jelöléssel 1990 WA) egy marsközeli kisbolygó. Eleanor F. Helin fedezte fel 1990. november 18-án.